# Josef Abrhám

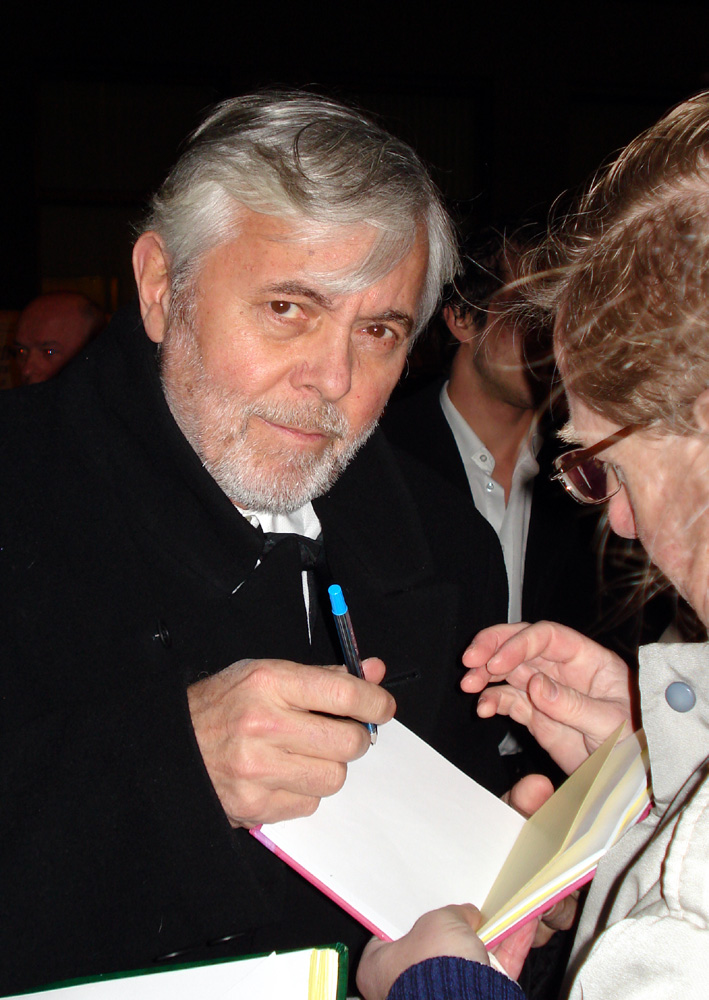
Josef Abrhám beim 14. Český lev, 2006

Josef Abrhám (* 14. Dezember 1939 in Zlín, Protektorat Böhmen und Mähren; † 16. Mai 2022 in Mělník, Tschechien) war ein tschechischer Schauspieler. Seinen internationalen Durchbruch hatte er 1978 als Dr. Arnošt Blažej in der tschechoslowakischen Arztserie Das Krankenhaus am Rande der Stadt. Insgesamt wurde die Serie in 21 Ländern ausgestrahlt.

## Leben

### Ausbildung und Theater
Josef Abrhám studierte an der tschechischen Filmakademie FAMU. Nach dem Studium spielte er ab 1962 drei Jahre am Prager Theater der tschechoslowakischen Armee. Anschließend war Abrhám bis 1992 am Schauspielhaus Činoherní klub tätig, wo das erste Mal auch Kritiker auf ihn aufmerksam wurden. Kurzzeitig war er Mitglied des Nationaltheaters. Im August 1994 verließ er seine Festanstellung am Theater endgültig und widmete sich gänzlich Film und Fernsehen.

### Film und Fernsehen
Dem tschechischen Publikum ist Abrhám durch seine Auftritte in Film und Fernsehen bekannt geworden. Die erste große Rolle in einem Film erhielt er 1962 von Regisseur Zbyněk Brynych in Transport aus dem Paradies (Transport z ráje). Es folgte die Rolle des werdenden Vaters im Film Schrei (Křik, 1963) und des Schriftstellers Jaroslav Hašek, den er im Film Der große Weg (Velká cesta, 1963) darstellte.  International bekannt wurde er in der Rolle des Dr. Arnošt Blažej in der tschechoslowakischen Arztserie Das Krankenhaus am Rande der Stadt (Nemocnice na kraji města). Insgesamt wurde die Serie in 21 Ländern ausgestrahlt. 2003 war er in der Fortsetzung seiner Serienrolle Das Krankenhaus am Rande der Stadt nach zwanzig Jahren (Nemocnice na kraji města po dvaceti letech) zu sehen. 1999 stand er in der Rolle des Jakub Silberstein für das Holocaust-Drama Alle meine Nächsten (Všichni moji blízcí) an der Seite seiner Ehefrau Libuše Šafránková vor der Kamera. 2015 spielte er in dem Märchenfilm Der Kronprinz (Korunní princ) den Zauberer Kruciatus. Seine letzte Arbeit vor der Kamera hatte er 2017 in der tschechischen Fernsehserie Trpaslík, wo er in insgesamt sechs Folgen die Rolle des Václav Novotný übernahm. 2020 wurde er für sein Lebenswerk mit dem tschechischen Filmpreis Ceny Thálie ausgezeichnet.

### Familie
Josef Abrhám ist der Enkel des slowakischen Dramatikers, Schriftstellers und evangelischen Pastors Jozef Hollé, der Neffe des slowakischen Schauspielers Martin Hollý senior und Cousin des slowakischen Regisseurs Martin Hollý junior.
Nach einer achtjährigen Beziehung mit der Schauspielerin Naďa Urbánková war er ab 1976 (bis zu ihrem Tod im Juni 2021) mit der Schauspielerin Libuše Šafránková verheiratet, die er am Theater kennengelernt hatte. Neben dem gemeinsamen Sohn Josef (* 1977) hatte das Ehepaar noch vier Enkel, Josef (* 2006) und Antonín (* 2009) aus dessen erster Ehe, sowie mit der zweiten Frau Ľudmila Laura und Benjamin.
In seinen letzten Lebensjahre war er wegen neurologischer Probleme auf einen Rollstuhl angewiesen und lebte bei seinem Sohn in Liběchov, der ihn mit seiner Frau pflegte.
Der Schauspieler Josef Abrhám starb am 16. Mai 2022 in einem Krankenhaus in Mělník.

## Filmografie

### Spielfilme
- 1961: Wo das Alibi nicht genügt (Kde alibi nestačí)
- 1962: Schwarze Dynastie (Černá dynastie)
- 1963: Transport aus dem Paradies (Transport z ráje)
- 1962: Die Decke (Strop)
- 1962: Verstecken sie sich nicht, wenn es regnet (Neschovávejte se, když prší)
- 1963: Der große Weg (Velká cesta)
- 1963: An der Decke ist ein Sack Flöhe (U stropu je pytel blech)
- 1964: Der Schrei (Křik)
- 1964: Mut für den Alltag (Každý den odvahu)
- 1967: Pension für Singles (Pension pro svobodné pány)
- 1967: Happy end
- 1967: Dita Saxová
- 1968: Prager Nächte (Pražské noci)
- 1969: 322
- 1969: Der Stern (Hvězda)
- 1969: Ezop
- 1970: Die Partie des schönen Dragoner (Partie krásného dragouna)
- 1971: Die Chance (Šance)
- 1972: Morgiana
- 1973: Schüsse in Marienbad (Výstřely v Mariánských Lázních)
- 1973: Versuch eines Mordes (Pokus o vraždu)
- 1974: Motiv eines Mordes (Motiv pro vraždu)
- 1975: Durch die Zeit gekennzeichnet (Tetované časom)
- 1975: Ein Mädchen zum Töten (Holka na zabití)
- 1976: Mareček, geben Sie mir den Füllhalter! (Marečku, podejte mi pero!)
- 1978: Aktion Kugelblitz (Der Kugelblitz, Kulový blesk)
- 1979: In diesem Fall (Tím pádem)
- 1980: Der Knüller (Trhák)
- 1980: Die Demokraten (Demokrati)
- 1981: Lauf, Ober, lauf! (Vrchní, prchni)
- 1983: Die Erschütterung der Angst (Záchvěv strachu)
- 1983: Jára Cimrman liegend, schlafend (Jára Cimrman ležící, spící)
- 1984: Aufgelöst und ausgelassen (Rozpuštěný a vypuštěný)
- 1985: Das Skalpell bitte (Skalpel, prosím)
- 1985: Experiment Eva
- 1986: Junger Wein (Mladé víno)
- 1989: Ende der alten Zeiten (Konec starých časů)
- 1990: Mensch gegen Untergang (Člověk proti zkáze)
- 1990: In Leidenschaft der königlichen Liebe (V žáru královské lásky)
- 1991: Prager Bettleroper (Žebrácká opera)
- 1993: Durch die Stadt geht der Nikolaus (Městem chodí Mikuláš)
- 1993: Die Sommer des Schakals (Šakalí léta)
- 1994: Engelsaugen (Andělské oči)
- 1998: Alle meine Nächsten (Všichni moji blízcí)
- 1998: Bleib stehen, sonst treffe ich nicht (Stůj, nebo se netrefím)
- 1999: Die Rückkehr des verlorenen Paradieses (Návrat ztraceného ráje)
- 2004: Die Herrenfahrt (Pánská jízda)
- 2006: Ich habe den englischen König bedient (Obsluhoval jsem anglického krále)
- 2015: Der Kronprinz (Korunní princ)

### Fernsehen
- 1971: Die Verstaubte Vergangenheit (Zaprášené histórie)
- 1974: Es war einmal ein Haus (Byl jednou jeden dům)
- 1979: Die Kriminalfälle des Majors Zeman (Třicet případů majora Zemana)
- 1979–1981: Das Krankenhaus am Rande der Stadt (Nemocnice na kraji města)
- 1983: Probefahrt ins Glück (deutscher Titel; wörtlich: Hochzeitsreise nach Jilje, Svatební cesta do Jiljí)
- 1984: Bambinot
- 1988: Zweiter Atem (Druhý dech)
- 1990: Die Audienz (Audience)
- 1991: Der Tod des Baron Gangar (Smrt barona Gangary)
- 1997: Doktor Munory und andere Menschen (Doktor Munory a jiní lidé)
- 1998: Auf der Anklagebank (Na lavici obžalovaných justice)
- 2000: Gendarmerie-Humoresken (Četnické humoresky)
- 2002: Elixír und Halíbela
- 2003: Das Krankenhaus am Rande der Stadt nach zwanzig Jahren (Nemocnice na kraji města po dvaceti letech)

## Auszeichnungen
- 1980: Preis für schauspielerische Leistung im Film Vrchní, prchni!
- 1991: Preis des Kulturministers für den Film Der Mensch gegen Verderben (Člověk proti zkáze)
- 1993: Preis für schauspielerische Leistung im Film Die Jahre des Schakals (Šakalí léta)
- 2020: Preis für sein Lebenswerk (Ceny Thálie)